# Abbaye de San Giusto in Tuscania
Pour les articles homonymes, voir San Giusto.
L'abbaye de San Giusto in Tuscania est un monastère bénédictin puis cistercien situé à quatre kilomètres au sud de Tuscania (Latium, Italie), dans la vallée du fleuve Marta. Fondée en 962, l'abbaye devient cistercienne en 1146. Elle disparaît à la fin du Moyen Âge. Ses ruines sont restaurées par ses nouveaux propriétaires à la fin du XXe siècle. À partir de 2012, l'abbaye devient le lieu de rencontre d'une académie artistique alternative.

## Localisation
L'abbaye de San Giusto est située sur la rive droite (occidentale) de la Marta, environ quatre kilomètres au sud de Tuscania ; l'abbaye et son domaine sont entièrement à l'intérieur de la Réserve naturelle provinciale de Tuscania,.

## Histoire

### Histoire pré-monastique
Les recherches archéologiques montrent que le lieu de l'abbaye est occupé dans l'Antiquité, d'abord par les Étrusques puis par les Romains. Plus tard, un mur d'enceinte et une église, peut-être paroissiale, sont attestés aux VIIIe et IXe siècles

### Fondation puis changement de communauté
L'abbaye est fondée en 962 et abrite alors une communauté bénédictine relativement réduite, d'environ vingt moines. En l'absence de sources concernant cette communauté, il est imaginable qu'elle ait abandonné le site qui était donc désert au milieu du XIIe siècle. En 1146, l'abbaye devient cistercienne en se plaçant dans la filiation de Fontevivo et donc dans la lignée de Clairvaux.

### La vie du monastère cistercien
L'abbaye cistercienne est notablement plus grande que celle qui l'a précédée, et la communauté qui l'occupe est estimée à plus de cinquante personnes. Les cisterciens tirent parti de la richesse de la ressource hydraulique pour leurs activités agricoles et pour les besoins de la communauté. Ils aménagent la vallée, en utilisant notamment la rivière. Le 2 avril 1178, le pape Alexandre III accorde à la communauté, sous l'abbatiat de Donato, de nombreux privilèges ainsi que sa protection apostolique. En 1194 et à nouveau, en 1202, le chapitre général condamne l'abbé de San Giusto pour irrégularités, et notamment pour avoir consommé et fait consommer de la viande, ce que les recherches archéologiques ont pu prouver.
L'abbaye, pour un meilleur contrôle, est placée sous la surveillance de l'abbaye de Casamari, puis en 1255, sous celle de Tre Fontane, ce dernier placement étant l'œuvre d'Alexandre IV. En 1291, l'abbaye pétitionne auprès de ce même chapitre général afin d'être rattachée à San Galgano.

### Après l'abbaye

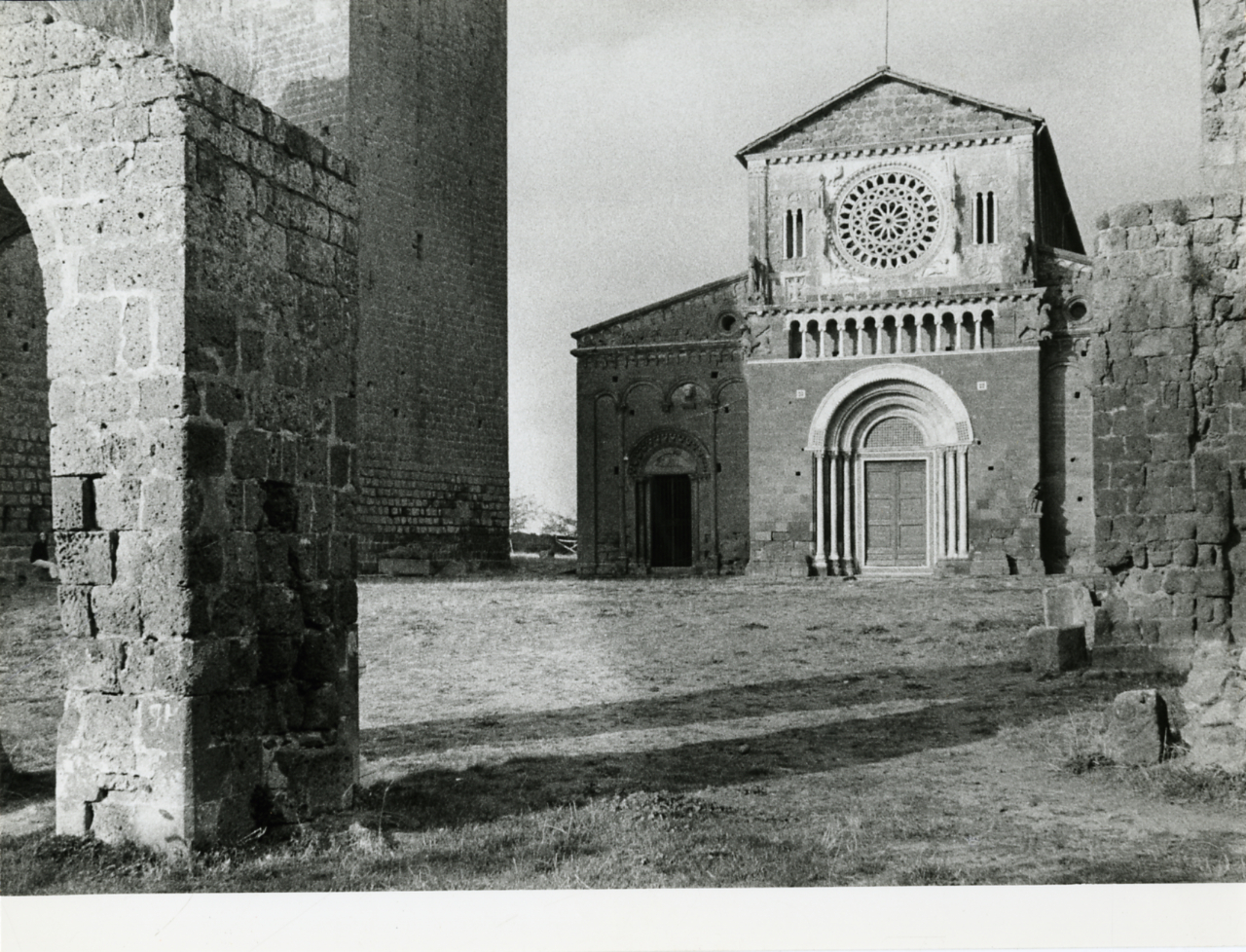
La façade de l'abbatiale en 1970.

L'abbaye est dissoute, suivant les sources, en 1373 ou en 1460.
L'édifice est occupé, à partir de 1870, par une exploitation agricole (ferme et étable). L'église est utilisée comme étable, la crypte comme porcherie, le bâtiment des convers comme entrepôt, l'hôtellerie comme hangar à bateaux et le clocher comme grange. En 1992, la description de l'abbaye dans un guide touristique signale que les structures sont en ruines, que l'église n'a pas de toit, que l'absidiole gauche a disparu, que le seul élément subsistant de la façade est le portail en saillie.
Au milieu des années 1990, un couple de Bolognais (Mauro Checcoli et sa femme) rachètent l'ancienne abbaye pour y habiter et décident de la restaurer. Le chantier démarre en 1994 et dure une vingtaine d'années, et nécessitent des moyens considérables, plus de cinq mille mètres cubes de terre étant à excaver. L'abbaye conserve sa vocation agricole, mais tournée vers une agriculture biologique, avec notamment la production d'huiles essentielles, ainsi que des chambres d'hôtes,,. L'abbaye héberge depuis 2012 la Flöz Akademie, un lieu de création et de rencontre artistique.

## Architecture
En forme de croix latine et de dimensions réduites, l'église ne comporte qu'une seule nef. La partie droite du transept est détruite.
L'abbaye étant bénédictine à l'origine, l'église abbatiale ne présente pas les caractéristiques habituelles de l'art cistercien. Notamment, le chevet est composé de trois absides et non plat. L'église est également dotée d'une crypte située sous le transept, qui correspond à une église plus ancienne, peut-être paroissiale.
Le clocher actuel, à base carrée, est probablement moins haut que l'originel, qui devait mesurer une quarantaine de mètres de hauteur, ce qui permettait entre autres de communiquer visuellement avec les tours de guet des alentours.

L'abbaye photographié en 1970 par Paolo Monti, avant la restauration.
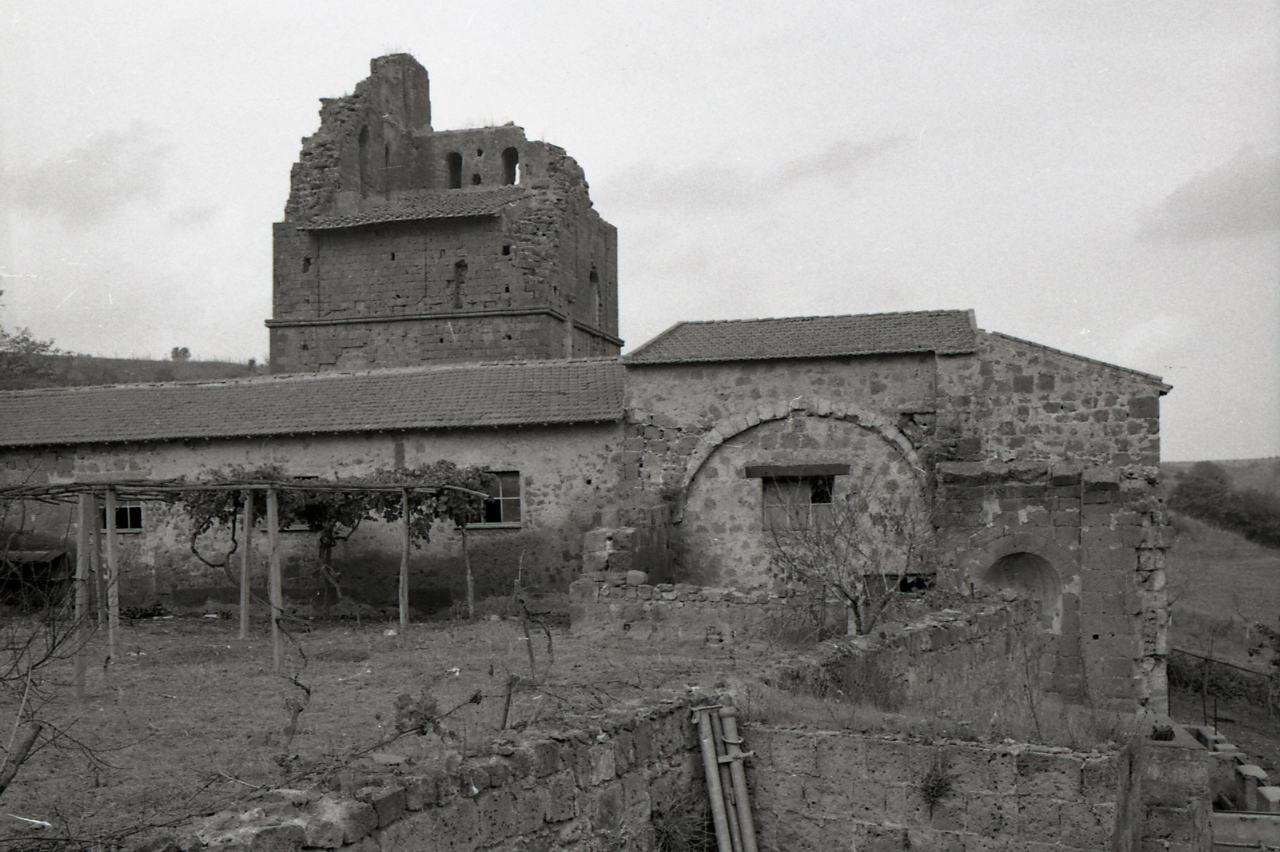
Terrasse de l'abbaye et restes du clocher.
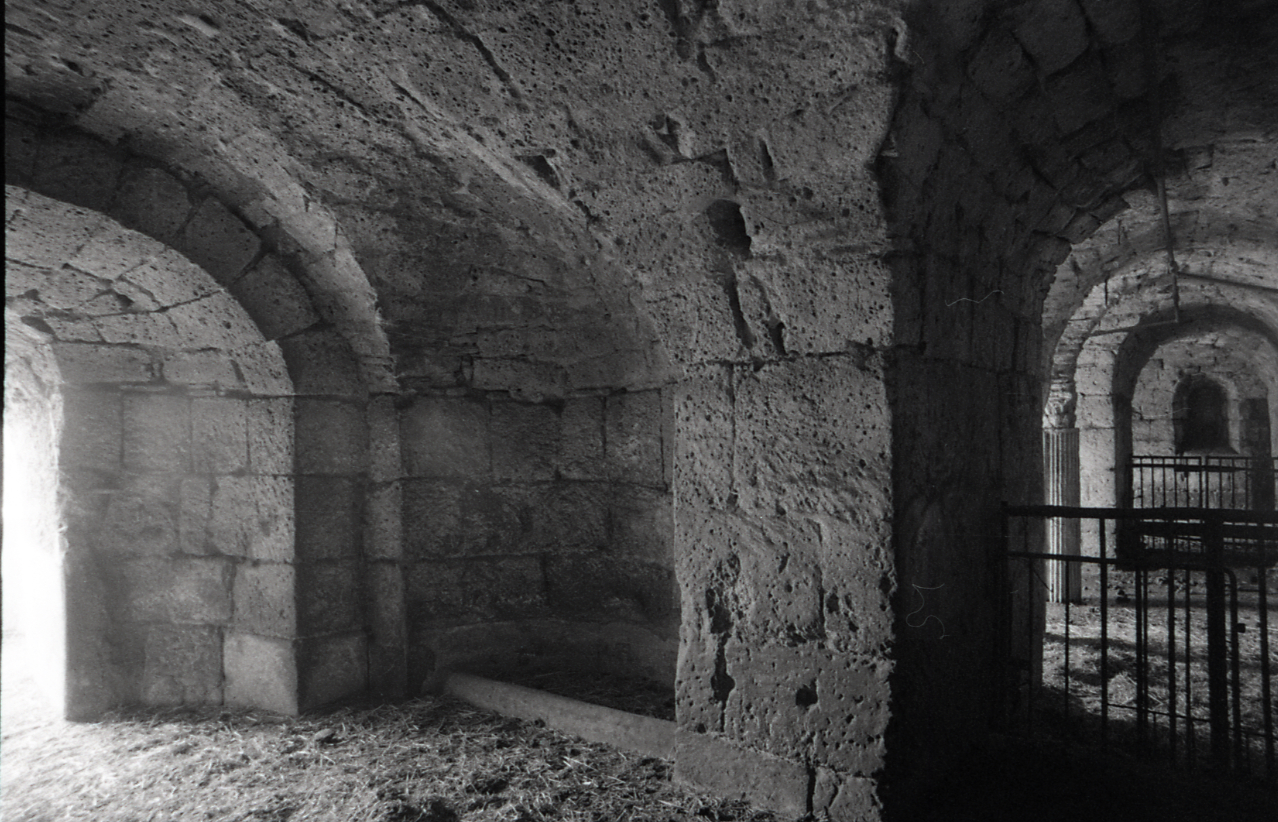
Les voûtes subsistantes des communs.